# Грёнланд, Иоганнес
Иоганнес (Жан) Грёнланд (нем. Johannes Grönland, 1824—1891) — немецкий ботаник.

## Биография
Иоганнес Грёнланд родился 8 апреля 1824 года в пригороде Гамбурга Альтоне. Сын органиста и музыкального педагога Иоганна Фридриха Грёнланда, племянник музыканта Петера Грёнланда.
Учился Иоганнес на фармацевта. В 1849 году он вступил в германскую армию, принял участие в Шлезвиг-Гольштейнской войне. В 1853 году он переехал в Париж, там он стал ассистентом Луи де Вильморена. Через него Грёнланд познакомился с Ж. Ге, Ж. Декеном и другими ботаниками. Иоганнес работал в редакции журнала Revue Horticole, в 1854 году стал членом Ботанического общества Франции.
В 1871 году Грёнланд вернулся в Германию, поселился в городе Даме. Там он работал на сельскохозяйственной и химической станции, издавал различные публикации по ботанике и использованию микроскопа. Иоганнес скончался 13 февраля 1891 года в Даме.

## Некоторые научные работы
- Groenland, J. (1870). Histoire naturelle illustrée: végétaux. 74 p., 53 pl.

## Роды, названные в честь И. Грёнланда
- Groenlandia J.Gay, 1854